# اوریکان
اوریکان (ارمنی: Ուռեկան) یک منطقهٔ مسکونی در جمهوری آرتساخ است که در استان کاشاتاق واقع شده‌است و ۳۷۴ نفر جمعیت دارد.